# Lista de emissoras de televisão do Rio de Janeiro
Esta é uma lista de emissoras de televisão do estado brasileiro do Rio de Janeiro. São 25 emissoras concessionadas pela ANATEL. Pela lei, uma Retransmissora de Televisão (RTV) fora da Amazônia Legal pode gerar programação local limitada e não pode vender espaços comerciais, e uma emissora do Serviço Especial de Televisão por Assinatura (TVA) só pode exibir programação temporariamente durante o dia (porém não obedecido, visto que a maioria delas transmite 24h). As emissoras podem ser classificadas pelo nome, canal analógico, canal digital, cidade de concessão, sede, razão social, afiliação e prefixo.

## Canais abertos
| Nome                     | CV | CD | Concessão             | Sede                  | Razão social                                                                   | Afiliação                                               | Prefixo |
| ------------------------ | -- | -- | --------------------- | --------------------- | ------------------------------------------------------------------------------ | ------------------------------------------------------- | ------- |
| Band Rio                 | 7  | 35 | Rio de Janeiro        | Rio de Janeiro        | Rádio e Televisão Bandeirantes do Rio de Janeiro S.A.                          | Rede Bandeirantes                                       | ZYP 284 |
| Band Rio Interior        | 8  | 33 | Barra Mansa           | Barra Mansa           | Sociedade de Televisão Sul Fluminense Ltda.                                    | Rede Bandeirantes                                       | ZYP 122 |
| Bem + TV                 | 26 | 26 | Petrópolis            | Petrópolis            | Fundação Cidades Históricas                                                    | Independente                                            | ZYB 530 |
| CNT Rio de Janeiro       | 9  | 27 | Rio de Janeiro        | Rio de Janeiro        | TV Corcovado S/A                                                               | CNT                                                     | ZYB 518 |
| InterTV Alto Litoral     | 8  | 33 | Cabo Frio             | Cabo Frio             | Empreendimentos Radiodifusão Cabo Frio Ltda.                                   | TV Globo                                                | ZYP 300 |
| InterTV Planície         | 8  | 36 | Campos dos Goytacazes | Campos dos Goytacazes | TV Planície Ltda.                                                              | TV Globo                                                | ZYB 520 |
| InterTV Serra+Mar        | 12 | 30 | Nova Friburgo         | Nova Friburgo         | Canal e Transmissões InterTV Ltda.                                             | TV Globo                                                | ZYP 301 |
| NGT Rio de Janeiro       | 12 | 45 | Rio de Janeiro        | Rio de Janeiro        | Fundação Veneza de Rádio e TV Educativa                                        | NGT                                                     | ZYB 531 |
| Record Interior RJ       | 12 | 38 | Campos dos Goytacazes | Campos dos Goytacazes | Rádio Jornal Fluminense de Campos Ltda.                                        | Record                                                  | ZYP 305 |
| Record Rio               | 13 | 39 | Rio de Janeiro        | Rio de Janeiro        | Televisão Record do Rio de Janeiro Ltda.                                       | Record                                                  | ZYP 289 |
| RedeTV! Rio de Janeiro   | 6  | 21 | Rio de Janeiro        | Rio de Janeiro        | TV Ômega Ltda.                                                                 | RedeTV!                                                 | ZYP 124 |
| RIT                      | 49 | 49 | Rio de Janeiro        | Rio de Janeiro        | Boa Ventura Empresa de Serviço de Acesso Condicionado Ltda.                    | RIT                                                     | TVA     |
| SBT Interior RJ          | 3  | 24 | Nova Friburgo         | Nova Friburgo         | TVSBT Canal 03 de Nova Friburgo Ltda.                                          | SBT                                                     | ZYB 517 |
| SBT Rio                  | 11 | 24 | Rio de Janeiro        | Rio de Janeiro        | TVSBT Canal 11 do Rio de Janeiro Ltda.                                         | SBT                                                     | ZYB 512 |
| TV ALERJ                 | 10 | 15 | Rio de Janeiro        | Rio de Janeiro        | Senado Federal                                                                 | .1 TV Senado .3 Rio TV Câmara .4 TV Câmara              | ZYP 280 |
| TV Brasil Rio de Janeiro | 2  | 41 | Rio de Janeiro        | Rio de Janeiro        | Empresa Brasil de Comunicação S.A. - EBC                                       | TV Brasil .2 Canal Gov .3 Canal Educação .4 Canal Saúde | ZYB 510 |
| TV Globo Rio de Janeiro  | 4  | 29 | Rio de Janeiro        | Rio de Janeiro        | Globo Comunicação e Participações S/A                                          | TV Globo                                                | ZYB 511 |
| TV O Dia                 | 50 | 50 | Rio de Janeiro        | Rio de Janeiro        | TV O Dia S/A                                                                   | CJC                                                     | TVA     |
| Rede Brasil              | 51 | 51 | Rio de Janeiro        | Rio de Janeiro        | Sistema de Comunicação Pantanal Ltda / Brasil em Rede - Radio e Televisão Ltda | Rede Brasil de Televisão                                |         |
| TV Pilar                 | 17 | 17 | Duque de Caxias       | Duque de Caxias       | Associação Cultural Paulo Freire                                               | TV Cultura                                              | RTV     |
| RBTV                     | 18 | 18 | Rio de Janeiro        | Rio de Janeiro        | Sistema de Comunicação Pantanal Ltda / Brasi em Rede - Radio e Televisão Ltda  | Rede Brasil de Televisão                                |         |
| TV Rio Sul               | 13 | 28 | Resende               | Resende               | TV Rio Sul Ltda.                                                               | TV Globo                                                | ZYB 524 |
| TV Cultura Rio           | 32 | 31 | São Gonçalo           | Niterói               | Fundação Universo                                                              | TV Cultura                                              | ZYB 533 |

### Extintos
| Nome                        | Canal | Cidade de concessão | Período de existência |
| --------------------------- | ----- | ------------------- | --------------------- |
| TV Excelsior Rio de Janeiro | 2     | Rio de Janeiro      | 1963-1970             |
| TV Continental              | 9     | Rio de Janeiro      | 1959-1972             |
| TV Rio                      | 13    | Rio de Janeiro      | 1955-1977             |
| TV Tupi Rio de Janeiro      | 6     | Rio de Janeiro      | 1951-1980             |
| Canal +                     | 48    | Rio de Janeiro      | 1991-1994             |
| TV Manchete Rio de Janeiro  | 6     | Rio de Janeiro      | 1983-1999             |
| TVE Brasil                  | 2     | Rio de Janeiro      | 1975-2007             |
| GloboNews                   | 36    | Rio de Janeiro      | 1996-2016             |
| Canal Futura                | 18    | São Gonçalo         | 2006-2016             |
| TV Verde Azul               | 40    | Niterói             | 2010-2017             |
| TV Volta Redonda            | 3     | Volta Redonda       | 2008-2018             |

## Canais fechados
- TV Max Rio 25 / 525 (ClaroNet)
- Canal 14 (Rede Serra TV)
- Canal Futura
- Diário TV
- Rede Rio TV
- Rio TV Câmara
- TV Alerj
- TVC 16 (TV Cidade Imperial)
- TV Comunitária
- TV Itaperuna
- TV Metropolitana RIO (Comunitária)
- TV O Guia Local (Rede Serra TV)
- TV Obrac
- TV ROC
- TV Vila Imperial
- TV Zoom
- UTV